# Landkreis Rotenburg
Landkreis Rotenburg är ett distrikt (Landkreis) i det tyska förbundslandet Niedersachsen. Det är ett av de största distrikten i landet, lika stort som delstaten Saarland.

## Administrativ indelning
I förvaltningsrättslig mening finns i modern tid ingen skillnad mellan begreppet Stadt (stad) gentemot Gemeinde (kommun). 

### Einheitsgemeinden
| - Bremervörde (stad) - Gnarrenburg | - Rotenburg (Wümme) (stad) | - Scheeßel | - Visselhövede (stad) |

### Samtgemeinde
| - Samtgemeinde Bothel - Samtgemeinde Fintel | - Samtgemeinde Geestequelle - Samtgemeinde Selsingen | - Samtgemeinde Sittensen - Samtgemeinde Sottrum | - Samtgemeinde Tarmstedt - Samtgemeinde Zeven |